# Podhorany (okres Kežmarok)
Podhorany (Hongaars: Maldur) is een Slowaakse gemeente in de regio Prešov, en maakt deel uit van het district Kežmarok.
Podhorany telt 1.914 inwoners.